# 湘乡市第一中学
湘乡市第一中学（英語：Xiangxiang First Senior High School）位于湖南省湘潭市湘乡市东山路，为湖南省高级中学之一。

## 历史
1904年湘乡一中的前身：湖南省驻省中学堂成立，1952年被评为全省首批22所重点中学之一，1995年学校被评为湖南省重点中学，2010年被评为“湖南省示范性普通高级中学”。

## 学校文化

### 校训
笃学报国

### 办学方针
依法治校；科研兴校；名师立校；改革强校

### 刊物
学校的官方刊物为《红杏》。

## 知名校友
- 毛泽东 1911年就读于一中前身湘乡驻省中学堂预科班。（中国政治人物）
- 萧三 1911年就读前身湘乡驻省中学堂预科班。（中国诗人）
- 黄国璋 中国“地理学界三杰”之一，1911年就读于本科班。（中国地理学家）
- 陈赓 中国人民解放军大将。（中国军事家）
- 李卓然 1917年就读。（中国政治人物）
- 易礼容 1915年就读于湘乡一中甲班。（中国政治人物）
- 熊清泉 前湖南省省委书记，初26班校友。（中国政治人物）
- 唐德华 最高人民法院副院长，高13班校友。（中国政治人物）
- 罗健夫 全国知识分子的楷模，全国“双百英模”，初39班校友。（中国著名知识分子）
- 陈星旦 中国科学院院士，初21班校友。（中国科学院院士）
- 曾苏民 中国工程院院士，初33班校友。（中国工程院院士）